# Евреинов, Иван Михайлович (1781)
Иван Михайлович Евреинов (1781—1838) — директор Петербургского практического технологического института, действительный статский советник. Видный деятель русского масонства.

## Биография
Родился 24 февраля (7 марта) 1781 года. Его отец, московский купец 1-й гильдии Михаил Абрамович Евреинов (1734—1801).
Первоначально находился на военной службе — офицер гвардии. На гражданской службе с 1812 года. Был членом биржевой строительной комиссии. В 1831 году был произведён в действительные статские советники и назначен директором созданного в Санкт-Петербурге Практического технологического института. В 1838 году был назначен председателем Государственной комиссии погашения долгов.
И. М. Евреинов был весьма деятельным масоном. Состоял в масонской ложе «Соединённые друзья», занимал должность обрядоначальника; в 1818—1819 годах — почётный член; мастер стула в ложах «Сфинкс» и «Трёх Светил» (1816—1818), блюститель капитула «Феникс» (1817).
Надзиратель (1814—1815), старшина (с 1818) Английского собрания в Санкт-Петербурге.
Умер 28 апреля (10 мая) 1838 года. Был похоронен в Сергиевой пустыни.

## Семья
В первый раз женился на Екатерине Григорьевне Шульгиной (01.11.1783—10.08.1814) У них родились:
- Михаил Иванович (24.01.1801—13.05.1866[5]) — действительный статский советник (с 1856), член совета при главноначальствующем над Почтовым департаментом (с 1860)
- Александр (27.12.1805—03.04.1851) — гвардии капитан, похорон в Сергиевой пустыне.
- Фёдор

После смерти жены женился вторично, на Анне Николаевне Посниковой (18.07.1786—09.12.1857, похоронена рядом с мужем). Их дети:
- Николай Иванович (25.3.1816—3.9.1897) — действительный статский советник (с 1880), старший смотритель училищ Псковской (1833—1844) и Витебской (1847—1849) губерний[6]. Из его сыновей наиболее известны:
  - Сергей Николаевич (14.9.1849—1917) — генерал-лейтенант (с 1906), шталмейстер (с 1906).
  - Николай Николаевич (1.3.1853—1932) — действительный статский советник (с 1896), камергер (с 1899), чиновник особых поручений Министерства финансов, невельский уездный предводитель дворянства (1887—1899), член Государственной думы 3-го и 4-го созывов от Витебской губернии; после 1917 в эмиграции в Бельгии.
- Вера (07.08.1819—?)
- Иван (1820—1845) — поручик лейб-гвардии Московского полка (Митрофановское кладбище, вместе со студентом университета Василием Ивановичем Евреиновым)
- Яков Иванович (27.12.1821—26.01.1905) — статский советник (с 1881), Сенненский уездный предводитель дворянства в Могилёвской губернии (1867—1888)
- Екатерина (01.08.1823—?)
- Владимир (03.11.1824—22.03.1889)
  - Алексей (17.05.1852—15.12.1903) — сахарозаводчик
  - Сергей (14.07.1858—08.09.1914) — генерал-майор Свиты Е. И. В. , командир лейб-гвардии Атаманского полка, генерал-адъютант.
- Василий (01.01.1826—?)
- Ольга (1829—?)